# Juglans hirsuta
Juglans hirsuta là một loài thực vật có hoa trong họ Juglandaceae. Loài này được W.E. Manning mô tả khoa học đầu tiên năm 1957.